# Voz (fonética)
A voz é um termo usado em fonética e fonologia para caracterizar os sons da fala (geralmente consoantes). Os sons da fala podem ser descritos como surdos ou sonoros.
O termo, no entanto, é usado para se referir a dois conceitos separados: 
- Voz pode se referir ao processo articulatório no qual as pregas vocais vibram, seu principal uso na fonética para descrever os fones, que são sons particulares da fala.
- Também pode se referir a uma classificação dos sons da fala que tendem a estar associados à vibração das cordas vocais, mas podem não ser expressos no nível articulatório. Esse é o principal uso do termo em fonologia: para descrever fonemas; enquanto na fonética, seu uso principal é descrever fones.

Por exemplo, a voz é responsável pela diferença entre o par de sons associados às letras do português "s" e "z". Os dois sons são transcritos como [s] e [z] para distinguir as letras do português, que possuem várias pronúncias possíveis, dependendo do contexto. Se alguém colocar os dedos na caixa de voz (ou seja, a localização do pomo de Adão na parte superior da garganta), poderá sentir uma vibração enquanto zzzz é pronunciado, mas não com ssss. Na maioria das línguas europeias, com uma exceção notável sendo o islandês, as vogais e outras sonorantes (consoantes como m, n, l e r) são expressas modalmente.

## Representação
O Alfabeto Fonético Internacional tem letras distintas para muitos pares surdos e expressos de consoantes (as obstruintes), como [p b], [t d], [k ɡ], [q ɢ]. Além disso, há um diacrítico para sonoridade: ⟨◌̬⟩. 
Os diacríticos são normalmente usados com letras para sons sem voz prototipicamente. 
Em Unicode, os símbolos são codificados em U+032C ◌̬ COMBINING CARON BELOW (HTML & # 812;) e U+0325 ◌̥ COMBINING RING BELOW (HTML & # 805;). As extensões para o Alfabeto Fonético Internacional têm uma notação para vozeamento parcial e dessonorização, bem como para pré-voz:
| De-sonorização parcial | De-sonorização parcial     | De-sonorização parcial | De-sonorização parcial        |
| ---------------------- | -------------------------- | ---------------------- | ----------------------------- |
| ₍s̬₎                    | Sonorização parcial de [s] | ₍z̥₎                    | De-sonorização parcial de [z] |
| ₍s̬                     | Sonorização inicial        | ₍z̥                     | De-sonorização inicial        |
| s̬₎                     | Sonorização final          | z̥₎                     | De-sonorização final          |

Abertura parcial pode significar abertura leve, mas contínua, abertura descontínua ou descontinuidades no grau de abertura. Para o exemplo, ₍s̬₎ poderia ser um [s] com (alguma) de-sonorização no meio e ₍z̥₎ poderia ser [z] com (alguma) de-sonorização no meio.
Sonorização parcial também pode ser indicado no AFI normal com transcrições como [ᵇb̥iˑ] e [ædᵈ̥].

## Exemplos no inglês
A distinção entre o uso articulatório da voz e o uso fonológico repousa na distinção entre fone (representado entre colchetes) e fonema (representado entre barras). A diferença é mais bem ilustrada por um exemplo aproximado.
A palavra do inglês nods é composta por uma sequência de fonemas, representados simbolicamente como /nɒdz/, ou a sequência de /n/, /ɒ/, /d/ e /z/. Cada símbolo é uma representação abstrata de um fonema. Essa consciência é uma parte inerente da gramática mental dos falantes, que lhes permite reconhecer palavras.
No entanto, os fonemas não são sons em si. Em vez disso, os fonemas são, em certo sentido, convertidos em telefones antes de serem falados. O fonema /z/, por exemplo, pode realmente ser pronunciado como o fone [s] ou o fone [z], já que /z/ é frequentemente retirado, mesmo em uma fala fluente, especialmente no final de uma declaração.
O que complica a questão é que, para o inglês, os fonemas consonantais são classificados como expressos ou surdos, embora não seja a principal característica distintiva entre eles. Ainda assim, a classificação é usada como um substituto para processos fonológicos, como o alongamento da vogal que ocorre antes das consoantes expressas, mas não antes das consoantes surdas ou mudanças na qualidade da vogal (o som da vogal) em alguns dialetos do inglês que ocorrem antes das consoantes surdas, mas consoantes não expressas. Esses processos permitem que os falantes de inglês continuem a perceber a diferença entre consoantes expressas e surdas quando a de-sonorização das primeiras faria com que soassem idênticas às últimas.
O inglês tem quatro pares de fonemas fricativos que podem ser divididos em uma tabela por local de articulação e voz. Pode-se sentir prontamente que as fricativas expressas surgem durante toda a duração do fone, especialmente quando ocorrem entre as vogais. 
| Articulação                                        | Surdo             | Sonoro          |
| -------------------------------------------------- | ----------------- | --------------- |
| Pronunciado com o lábio de baixo contra os dentes: | [f] (fan)         | [v] (van)       |
| Pronunciado com a língua contra os dentes:         | [θ] (thin, thigh) | [ð] (then, thy) |
| Pronunciado com a língua próxima a gengiva:        | [s] (sip)         | [z] (zip)       |
| Pronunciado com a língua amontoada:                | [ʃ] (Confucian)   | [ʒ] (confusion) |

No entanto, na classe de consoantes chamadas plosivas, como /p, t, k, b, d, ɡ/, o contraste é mais complicado para o inglês. Os sons expressos normalmente não apresentam vozes articulatórias em todo o som. A diferença entre os fonemas plosivos não-expressos e os fonemas plosivos expressos não é apenas uma questão de a voz articulatória estar presente ou não. Em vez disso, inclui quando a voz começa (se houver), a presença de aspiração (estouro do fluxo de ar após a liberação do fechamento) e a duração do fechamento e aspiração. 
As plosivas surdas em inglês são geralmente aspiradas no início de uma sílaba tônica e, no mesmo contexto, suas contrapartes expressas são expressas apenas no meio. Em uma transcrição fonética mais restrita, os símbolos sonoros podem ser usados apenas para representar a presença de sonoridade articulatória, e a aspiração é representada com um h sobrescrito. 
| Articulação                                | Surdo       | Sonoro     |
| ------------------------------------------ | ----------- | ---------- |
| Pronunciado com os lábios fechados:        | [p] (pin)   | [b] (bin)  |
| Pronunciado com a língua perto da gengiva: | [t] (ten)   | [d] (den)  |
| Pronunciado com a língua amontoada:        | [tʃ] (chin) | [dʒ] (gin) |
| Pronunciado com a língua contra o velum.   | [k] (coat)  | [ɡ] (goat) |

Quando as consoantes chegam ao final de uma sílaba, porém, o que as distingue é bem diferente. Os fonemas surdos são tipicamente não aspirados, glotalizados e o fechamento em si pode nem mesmo ser liberado, tornando às vezes difícil ouvir a diferença entre, por exemplo, like e light. No entanto, faltam pistas auditivas para distinguir entre sons expressos e surdos, como o que foi descrito acima, como o comprimento da vogal anterior.
Outros sons do inglês, as vogais e sonorantes, são normalmente expressos por completo. No entanto, eles podem ser dessonorizados em certas posições, especialmente após consoantes aspiradas, como em coffee, tree e play em que a voz é atrasada a ponto de perder a sonorante ou vogal completamente.

## Graus de sonorização
Existem duas variáveis para os graus de sonorização: intensidade e duração. Quando um som é descrito como "meio sonoro" ou "parcialmente sonoro", nem sempre é claro se isso significa que a sonoridade é fraca (baixa intensidade) ou se a sonoridade ocorre apenas durante parte do som (curta duração).
Juǀʼhoansi e algumas das línguas vizinhas são tipologicamente incomuns por terem consoantes parcialmente expressas contrastivas. Eles têm consoantes aspiradas e ejetivas, que normalmente são incompatíveis com voz, em pares surdos e vozes. As consoantes começam expressas, mas perdem a voz no meio, permitindo a aspiração ou ejeção normal. Eles são [b͡pʰ, d͡tʰ, d͡tsʰ, d͡tʃʰ, ɡ͡kʰ] e [d͡tsʼ, d͡tʃʼ] e uma série semelhante de cliques.